# Bathyuroconger
Bathyuroconger és un gènere de peixos marins pertanyent a la família dels còngrids i a l'ordre dels anguil·liformes.

## Etimologia
Bathyuroconger prové dels mots grecs bathys (profund) i oura (cua), i del llatí conger (congre).

## Distribució geogràfica
Es troba a la conca Indo-Pacífica (des de les costes de l'Àfrica oriental fins a les illes Hawaii, incloent-hi el canal de Moçambic, el corrent Agulhas, l'Índia, la Xina, Indonèsia, Papua Nova Guinea, Austràlia, Nova Caledònia, les illes Marqueses, les illes Filipines, el corrent de Kuroshio i el Japó), l'Atlàntic occidental (des de l'est del Golf de Mèxic fins a les Guaianes, incloent-hi Cuba i el mar Carib) i l'Atlàntic oriental (el corrent de Canàries, Cap Verd, el corrent de Guinea, Namíbia, el corrent de Benguela i Cap Point -Sud-àfrica-).

## Cladograma
| Bathyuroconger (Fowler, 1934) | \| \| Bathyuroconger parvibranchialis (Fowler, 1934)[28] \| \| \| \| \| \| Bathyuroconger vicinus (Vaillant, 1888)[29][30] \| \| \| \| |
|                               | \| \| Bathyuroconger parvibranchialis (Fowler, 1934)[28] \| \| \| \| \| \| Bathyuroconger vicinus (Vaillant, 1888)[29][30] \| \| \| \| |
|                               | Acromycter |
|                               | |
|                               | Bassanago |
|                               | |
|                               | Bathycongrus |
|                               | |
|                               | Blachea |
|                               | |
|                               | Castleichthys |
|                               | |
|                               | Conger |
|                               | |
|                               | Congrhynchus |
|                               | |
|                               | Congriscus |
|                               | |
|                               | Congrosoma |
|                               | |
|                               | Diploconger |
|                               | |
|                               | Gnathophis |
|                               | |
|                               | Japonoconger |
|                               | |
|                               | Kenyaconger |
|                               | |
|                               | Lumiconger |
|                               | |
|                               | Macrocephenchelys |
|                               | |
|                               | Poeciloconger |
|                               | |
|                               | Promyllantor |
|                               | |
|                               | Pseudophichthys |
|                               | |
|                               | Rhynchoconger |
|                               | |
|                               | Scalanago |
|                               | |
|                               | Uroconger |
|                               | |
|                               | Xenomystax |
|                               | |
|                               | Bathyuroconger parvibranchialis (Fowler, 1934)                                                                                         |
|                               | |
|                               | Bathyuroconger vicinus (Vaillant, 1888)                                                                                                |
|                               | |

|  | Bathyuroconger parvibranchialis (Fowler, 1934) |
|  |                                                |
|  | Bathyuroconger vicinus (Vaillant, 1888)        |
|  |                                                |

## Estat de conservació
Bathyuroconger vicinus n'és l'única espècie que apareix a la Llista Vermella de la UICN.